# Алуме (Месина)
Алуме је насеље у Италији у округу Месина, региону Сицилија.
Према процени из 2011. у насељу је живело 473 становника. Насеље се налази на надморској висини од 114 м.